# Peter Holmberg
Peter William Holmberg (Saint Thomas, 4 ottobre 1960) è un velista americo-verginiano.

## Carriera
Nato a Saint Thomas, nelle Isole Vergini Americane, è figlio di Dick Holmberg, che partecipò alle Olimpiadi di Monaco di Baviera 1972, anche lui nella vela. A 24 anni partecipa ai Giochi Olimpici di Los Angeles 1984 nel Finn, arrivando undicesimo. 4 anni dopo, a Seul 1988, sempre nel Finn, riesce invece a vincere l'argento, arrivando dietro allo spagnolo José Doreste, con 40.4 punti, rispetto ai 38.1 di Doreste, ma davanti al neozelandese John Cutler, con 45. La sua è stata la prima, e ancora unica, medaglia olimpica per le Isole Vergini Americane. In seguito partecipa alla Louis Vuitton Cup nel 2000 e 2003, arrivando terzo nel primo caso, con il Team Dennis Conner e secondo nell'altro, con il team BMW Oracle Racing, battuto in finale dagli svizzeri di Alinghi. Proprio con questi ultimi partecipa all'America's Cup 2007, vincendola grazie al successo per 5-2 in finale su Emirates Team New Zealand.

## Palmarès
- Giochi olimpici

Seul 1988: argento nel Finn